# ترانه برای دخترمان
ترانه برای دخترمان (به انگلیسی: Song for Our Daughter) هفتمین آلبوم استودیویی است که لارا مارلینگ خواننده آهنگساز انگلیسی، ساخته‌است. این آلبوم در ۱۰ آوریل ۲۰۲۰ منتشر شد. مارلینگ با همکار قدیمیش اتان جانز تهیه‌کنندگان این آلبوم هستند. عنوان این آلبوم تمثیلی است و مارلینگ برای فرزند تخیلیش نوشته‌است.

## زمینه و مضامین
مارلینگ این آلبوم را «محروم از هر کاری که مدرنیته و مالکیت نسبت به آن انجام می‌دهد، … اساساً قطعه ای از من» توصیف کرده‌است. ترانه‌ها برای یک کودک خیالی نوشته شده‌است، با بیان مارلینگ این اجازه را به او داده‌است که «همه اطمینان و تأییدهایی که برای خودم فراهم کردنش دشوار بود» را ارائه کند. مارلینگ این آلبوم را با الهام از کتاب «نامه به دختر من به» مایا آنجلو (۲۰۰۹)، که چند سال پیش از انتشار این آلبوم خوانده بود، نوشته‌است.

## انتشار
این آلبوم در ابتدا برای انتشار در اوت ۲۰۲۰ برنامه‌ریزی شده بود، اما این تاریخ به علت دنیاگیری کروناویروس به ۱۰ آوریل ۲۰۲۰ منتقل شد. مارلینگ خودش در این باره گفت: «علّتی برای جلوگیری از چیزی که حداقل سرگرمی است و در بهترین حالت حس اتحادی ایجاد می‌کند» نمی‌بیند. «پایین نگه داشته‌شده» به عنوان تک آهنگ در ۵ آوریل ۲۰۲۰ به همراه اعلامیه پخش این آلبوم منتشر شد.

## فهرست آهنگ
همهٔ ترانه‌ها توسط لارا مارلینگ به جز جاهایی که ذکر شده‌است. نوشته شده‌است.
| ترانه برا ی دخترمان فهرست ترانه‌های | ترانه برا ی دخترمان فهرست ترانه‌های | ترانه برا ی دخترمان فهرست ترانه‌های | ترانه برا ی دخترمان فهرست ترانه‌های |
| شماره                              | نام                                | نویسنده(ها)                        | مدت                                |
| ---------------------------------- | ---------------------------------- | ---------------------------------- | ---------------------------------- |
| ۱.                                 | «Alexandra»                        |                                    | ۳:۱۹                               |
| ۲.                                 | «Held Down»                        |                                    | ۴:۰۷                               |
| ۳.                                 | «Strange Girl»                     |                                    | ۳:۲۱                               |
| ۴.                                 | «Only the Strong»                  |                                    | ۳:۲۰                               |
| ۵.                                 | «Blow by Blow»                     |                                    | ۲:۵۵                               |
| ۶.                                 | «Song for Our Daughter»            | مارلینگ جرج جفسن                   | ۴:۰۶                               |
| ۷.                                 | «Fortune»                          |                                    | ۳:۵۵                               |
| ۸.                                 | «The End of the Affair»            | مارلینگ بلیک میلز                  | ۳:۲۴                               |
| ۹.                                 | «Hope We Meet Again»               |                                    | ۴:۰۵                               |
| ۱۰.                                | «For You»                          |                                    | ۳:۵۷                               |
| مجموع مدت:                         | مجموع مدت:                         | مجموع مدت:                         | ۳۶:۲۹                              |

## پرسنل
- لارا مارلینگ - آواز، گیتار آکوستیک، گیتار برقی، گیرو، تولید
- ایتان جانز - تولید، درامز، فینگربورد پیوسته، موگ، گیتار طنین انداز، شیکر
- نیک پینی - باس، دوبل‌باس
- دن سی - طبل
- آنا کورکران - پیانو
- کریس هیلمن - گیتار پدال فولادی
- گابریلا کابزاس - ویولن سل
- دام مانکز - لوپ

## نمودار
| Chart (2020)                           | Peak position |
| -------------------------------------- | ------------- |
| آلبوم‌های بلژیکی (اولتراتاپ فلاندرز)    | 138           |
| آلبوم‌های پرتغالی (ای‌اف‌پی)              | 27            |
| آلبوم‌های اسکاتلندی (شرکت جدول‌های رسمی) | 5             |
| آلبوم‌های بریتانیا (شرکت جدول‌های رسمی)  | 22            |